# Steve Hatter
Stephen John Hatter (sinh ngày 21 tháng 10 năm 1958 tại East Ham, Greater London) là một cầu thủ bóng đá người Anh thi đấu ở Football League, ở vị trí trung vệ.